# ۴۲۳ (پیش از میلاد)
۴۲۳ (پیش از میلاد) ۴۲۳مین سال قبل از تقویم میلادی است.